# Manti Te'o

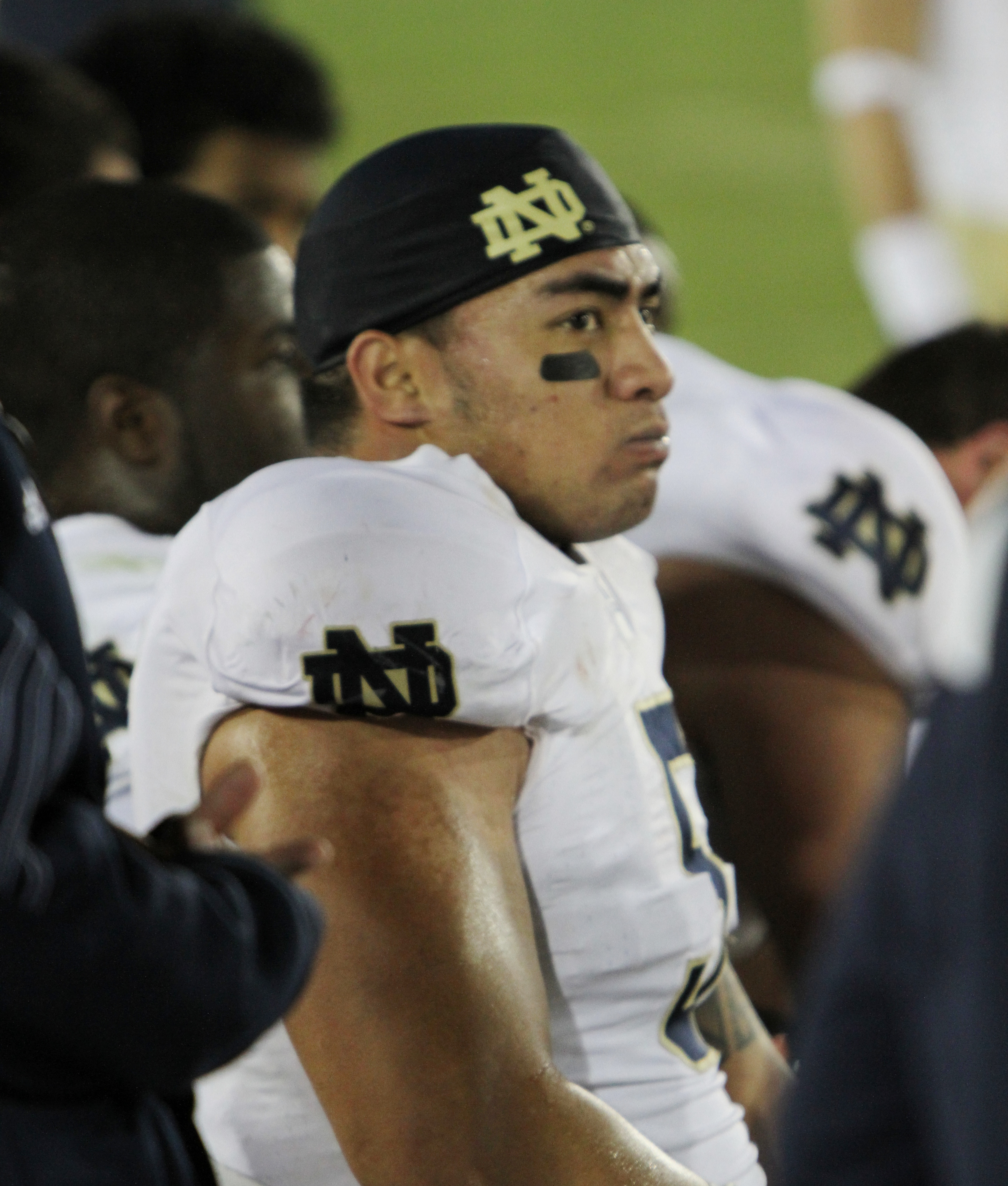
Manti Te'o under en match 2010

Manti Te'o, född 26 januari 1991 i Laie på Hawaii är en spelare i amerikansk fotboll. Te'o har representerat University of Notre Dame som collegespelare och står till förfogande för lagen i spelaredraften till National Football League 2013. Te'o fick mycket uppmärksamhet för sitt fina spel i Notre Dame och erövrade flera priser för sina insatser. Te'o uppmärksammades även för att han spelade trots två personliga tragedier under hösten. Dels avled hans farmor, dels uppgavs hans flickvän Lennay Kekua ha gått bort i Leukemi vid ungefär samma tidpunkt.
I januari 2013 avslöjades att Te'os flickvän var påhittad och aldrig hade funnits. Den fabricerade flickvännen medförde stor negativ uppmärksamhet för Te'o som bland annat utsågs till den näst mest hatade idrottsmannen i USA efter Lance Armstrong i en opinionsundersökning genomförd av tidningen Forbes.

## Fotnoter
1. ↑  Manti Te'o girlfriend hoax Deadspin 2012-01-13, avläst 2012-01-17
2. ↑  Tragic girlfriend hoax Daily News 2012-01-16, avläst 2012-01-17]
3. ↑  Americas 10 most disliked athletes Forbes 2013-02-05, avläst 2013-02-08